# Ronabea
Ronabea  es un género con tres especies de plantas con flores perteneciente a la familia de las rubiáceas. 
Es nativo de América tropical.

## Especies seleccionadas
- Ronabea emetica (L.f.) A.Rich. (1830).
- Ronabea isanae (J.H.Kirkbr.) C.M.Taylor (2004).
- Ronabea latifolia Aubl. (1775).